# Vancouver Giants
Os Vancouver Giants são um time profissional júnior de hóquei no gelo da cidade de Vancouver, Colúmbia Britânica, Canadá. Sua "casa", onde mandam seus jogos, é o Pacific Coliseum, que foi usado nos Jogos Olímpicos de Vancouver, em 2010.